# Meilenstein (Warmsdorf)

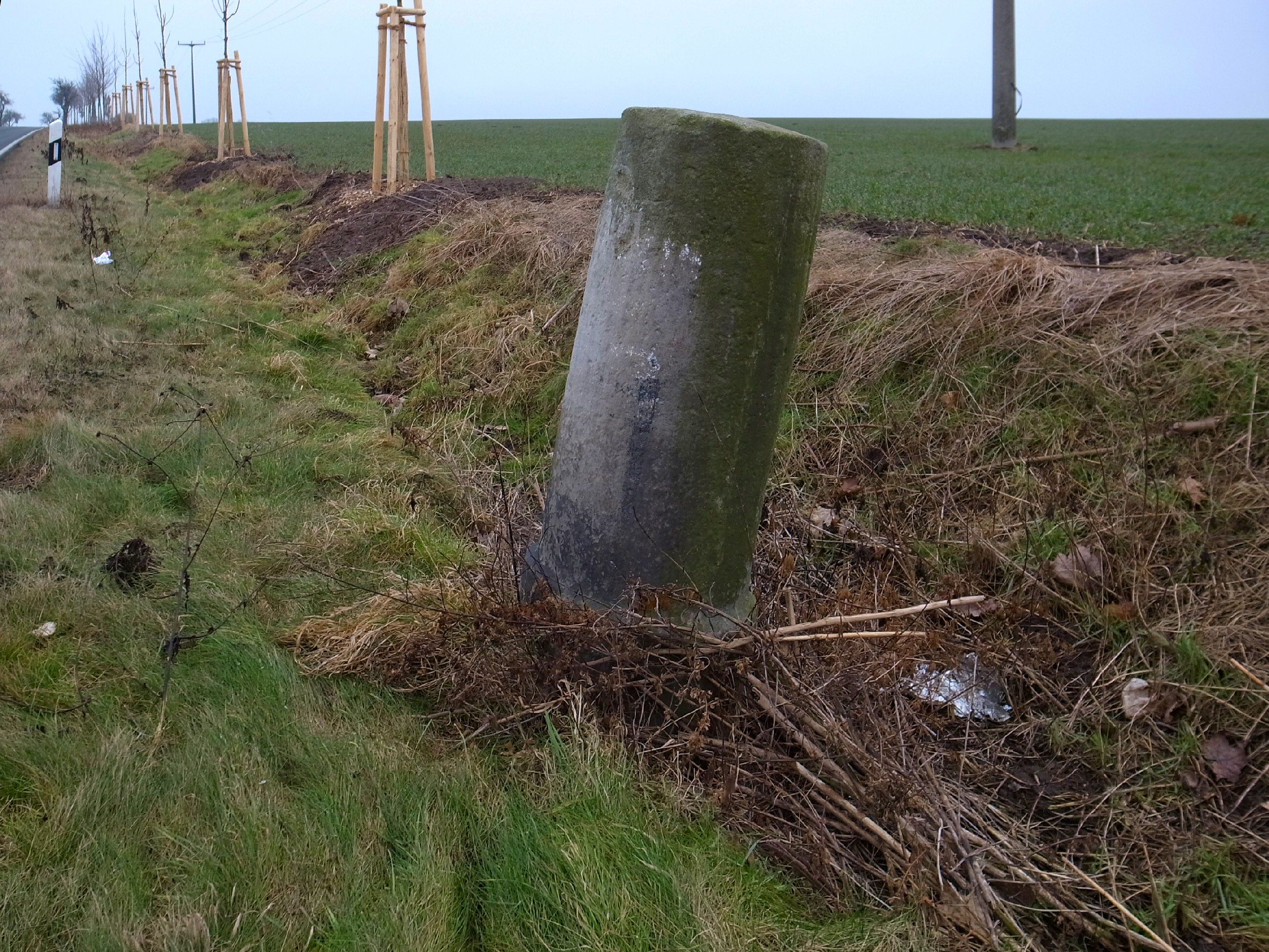
Anhaltischer Meilenstein bei Warmsdorf

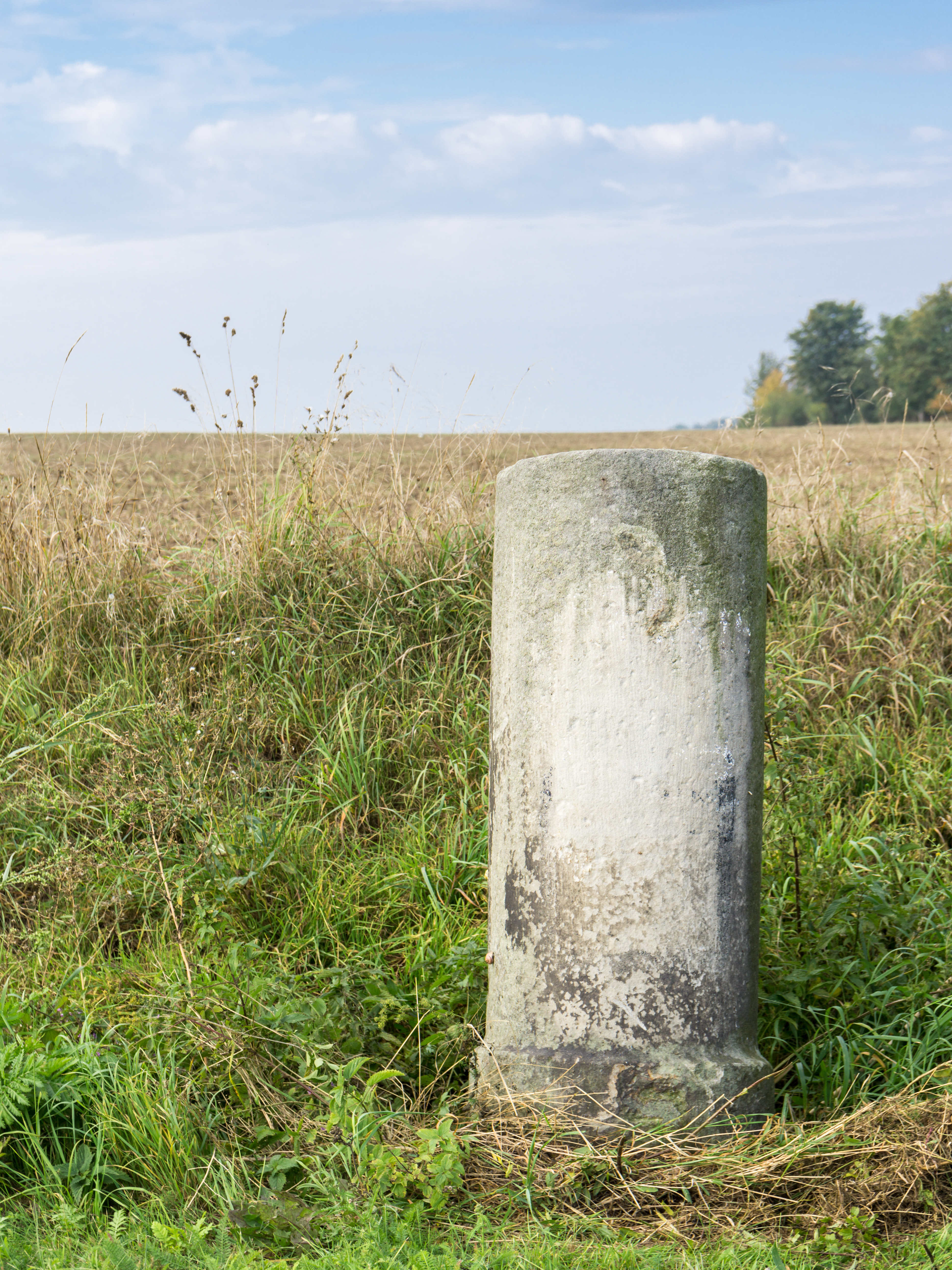
Anhaltischer Meilenstein bei Warmsdorf

Der Meilenstein bei Warmsdorf ist ein Kleindenkmal in der Gemeinde Giersleben in der Verbandsgemeinde Saale-Wipper im Salzlandkreis in Sachsen-Anhalt.
Östlich der Wipper bei Warmsdorf und Giersleben steht ein anhaltischer Rundsockelstein an der Landesstraße 72. Eine Einordnung der Steine an den Abzweigungen der Hauptverbindung Anhalts von Dessau über Köthen und Bernburg gen Harz wird immer dann schwierig, wenn die Inschriften nicht mehr lesbar und weitere Steine nicht mehr erhalten oder ebenfalls unsicher zu deuten sind. Das trifft auch auf diesen Meilenstein zu. Zwar ist noch die Angabe 1 Meile zu entziffern, aber kein Referenzpunkt mehr auszumachen.
Nun ist bekannt, dass die anhaltische der preußischen Meile entsprach, also 7,532 Kilometer lang war. Zudem wurde stets zum einen die Entfernung nach Dessau, die hier offenbar nicht erhalten ist, angegeben, zum anderen aber in einigen Fällen auch die Entfernung zur nächsten Stadt. Auch das ist hier aber keine Hilfe, denn wenn man den Stein mit anderen, etwa dem Meilenstein in Kleinpaschleben, vergleicht, dann müsste es die nächste Stadt in Richtung Dessau sein, also im Fall von Warmsdorf Bernburg. Doch auch alle anderen Städte im Umkreis scheiden aus, da sie mehr als 7,532 Kilometer entfernt sind und zusätzlich weitere Gründe dagegen sprechen.
Dadurch entzieht sich der Stein vorerst einer Einordnung ins Straßennetz Anhalts. Der wahrscheinlichste Grund ist, dass er wie so zahlreiche Steine ins Myriameter-System umgesetzt wurde, also zeitweise eine Zusatzangabe mit einer aufgemalten Inschrift trug, die die Entfernung in 10-Kilometer-Schritten angab. Dafür spricht auch, dass in den 1990er Jahren noch eine zweite, verwaschene Inschrift an dem 90 Zentimeter hohen Stein dokumentiert wurde. Eine endgültige Klärung steht aber noch aus. Der etwas schief stehende Ganzmeilenstein steht unter Denkmalschutz und trägt im Denkmalverzeichnis, wo er bei Giersleben verzeichnet ist, die Erfassungsnummer 094 10093.